# Преображенка (Сафакулевський округ)
Преображе́нка (рос. Преображенка) — присілок у складі Сафакулевського округу Курганської області, Росія.
Населення — 102 особи (2010, 237 у 2002).
Національний склад станом на 2002 рік:
- росіяни — 58 %
- башкири — 40 %